# چشمه حنیفقان
چشمه حنیفقان در ۴۵ کیلومتری شهر فیروزآباد واقع شده‌است و از گردشگاه‌های مشهور این شهرستان است. این چشمه در حال حاضر فاقد امکانات و خدمات تفریحی است.این رودخانه در چند سال گذشته به علت خشکسالی قسمت اعظمی از اب خود را از دست داده اما همچنان اب راهی درون ان وجود دارد که کماکان محل گردشگری برای محلیان و اشنایان به این چشمه میباشد. 